# Natalja Herman

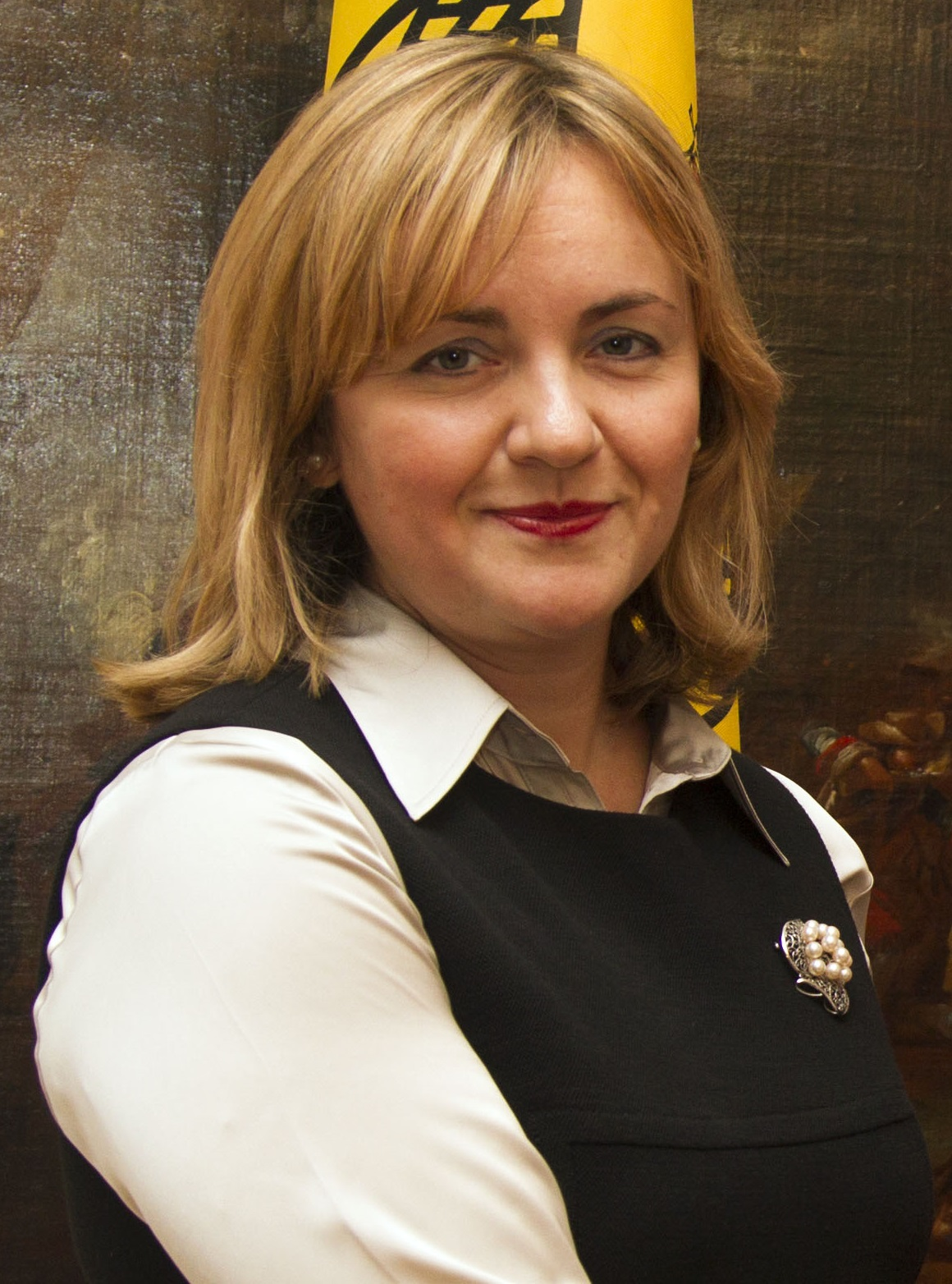
Natalja Herman, 2012

Natalja Herman (russisch Наталья Герман, engl. Transkription Natalya German; * 10. November 1963 in Dniprodserschynsk, Ukrainische SSR) ist eine ehemalige sowjetische Leichtathletin.
Herman wurde 1987 sowjetische Meisterin im 200-Meter-Lauf. Bei den Leichtathletik-Weltmeisterschaften 1987 in Rom gewann sie in der 4-mal-100-Meter-Staffel an dritter Position laufend gemeinsam mit Iryna Sljussar, Natalja Pomoschtschnikowa und Olga Antonowa die Bronzemedaille hinter den Mannschaften aus den Vereinigten Staaten und der DDR.